# ウオノコバン
ウオノコバン（魚の小判） は、等脚目ウオノエ科ウオノコバン属 Nerocila に分類される甲殻類の総称で、海水魚の体表に外部寄生する寄生虫である。
体長は2 cmほど。和名通り小判型の体型で、同じ等脚類のフナムシやダンゴムシに似た形態をしている。尾肢は比較的発達して尾扇を形成し、両側に広がる。丈夫な脚で海水魚の体表にしがみつき体液を吸うが、ヒトに寄生することはない。ウオノコバン属にはおよそ40種がおり、寄生する魚類も多岐にわたる。